# Teleocichla centisquama
Teleocichla centisquama es una especie de peces de la familia Cichlidae en el orden de los Perciformes.

## Morfología
- Los machos pueden llegar alcanzar los 4 cm de longitud total.[1][2]

## Hábitat
Vive en zonas de clima tropical.

## Distribución geográfica
Se encuentran en Sudamérica: río Xingu ( cuenca del río Amazonas, Brasil ).